# César Alcides Balbín
César Alcides Balbín Tamayo (n. Santa Rosa de Osos, Antioquia, Colombia, 8 de septiembre de 1958) es un obispo católico, administrador de empresas, profesor, filósofo y teólogo colombiano que se desempeña como Obispo de Cartago.

## Biografía

### Primeros años y formación

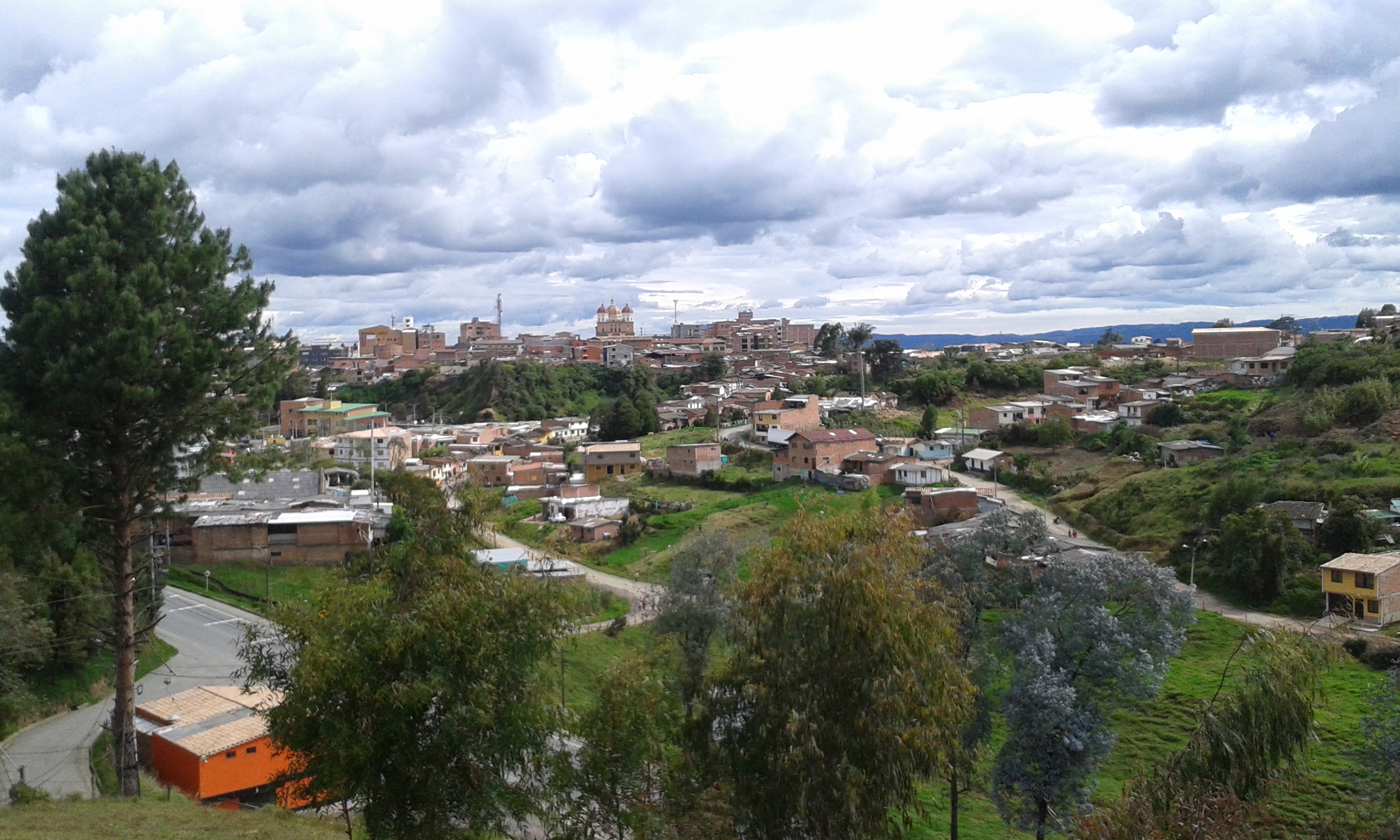
Ciudad de nacimiento.

Nacido en la ciudad colombiana de Santa Rosa de Osos, el día 8 de septiembre de 1958.
Hizo sus estudios de primaria en la Institución Educativa Cardenal Aníbal Muñoz Duque de su ciudad natal. 
Seguidamente al descubrir su vocación religiosa, decidió ingresar al Seminario Mayor Diocesano Santo Tomás de Aquino en el que cursó Filosofía y Teología.

## Sacerdocio
Ya el 19 de noviembre de 1985 fue ordenado sacerdote para la Diócesis de Santa Rosa de Osos, por el entonces obispo diocesano "Monseñor" Joaquín García Ordóñez(†).
Después de su ordenación siguió con sus estudios. Se trasladó a Italia donde en 1994, obtuvo una Licenciatura en Teología moral católica por la Pontificia Universidad de la Santa Cruz de Roma.
Seguidamente regresó a Colombia para licenciarse en Filosofía y Enseñanzas religiosas por la Universidad Católica de Oriente (UCO) de Rionegro y en 1998 fue hacia España para obtener una Maestría en Administración de Negocios (más conocido como "Master of Business Administration") por la Escuela de Administración de Empresas de Barcelona (EAE).
Tras finalizar sus estudios superiores volvió a Colombia para iniciar su ministerio pastoral y desde entonces cabe destacar que ha ocupado numerosos cargos eclesiásticos, como el de vicario parroquial en las parroquias de San Luis Gonzoga en Anorí; de la Basílica menor de Nuestra Señora de la Asunción en Sopetrán; de Nuestra Señora de los Dolores en Tarazá; y de la Basílica menor de Nuestra Señora de la Merced en Yarumal.
También cabe destacar, que ha sido Rector del Seminario Menor Diocesano "Miguel Ángel Builes" y del Seminario Mayor Diocesano "Santo Tomás de Aquino", el cual fue el primero en el que estudió cuando era un joven seminarista.
Además ha sido Gerente de la Institución Financiera "Cooperativa Fraternidad Sacerdotal"; Síndico del Mutuo Auxilio Sacerdotal y Director Financiero dentro de la Conferencia Episcopal de Colombia (CEC); y por último como pastor fue Párroco en la Parroquia de Santa Bárbara de Bellavista, antes de su ascenso episcopal.

## Episcopado

### Obispo de Caldas
Posteriormente el 28 de enero de 2015, fue nombrado por Su Santidad el Papa Francisco como nuevo y tercer Obispo de la Diócesis de Caldas, en sustitución de "Monseñor" José Soleibe Arbeláez que presentó su renuncia canónica al papa por motivos de edad.
Recibió la consagración episcopal el 7 de marzo de ese mismo año, a manos del Nuncio Apostólico en Colombia "Monseñor" Ettore Balestrero actuando como consagrante principal; y como co-consagrantes tuvo al Obispo de Santa Rosa de Osos "Monseñor" Jorge Alberto Ossa Soto y al entonces también Obispo de Santa Rosa y actual Arzobispo Metropolitano de Barranquilla "Monseñor" Jairo Jaramillo Monsalve.
Tomó posesión oficial del cargo de obispo el día 19 de marzo, durante una especial ceremonia de recibimiento que tuvo lugar en la Catedral Diocesana Nuestra Señora de las Mercedes de Caldas.

### Obispo de Cartago
El lunes 18 de octubre de 2021, el papa Francisco lo nombra como el 4.º obispo para la diócesis de Cartago. El 8 de diciembre llega a la diócesis y, el 9 de diciembre, toma posesión canónica de la diócesis en presencia de Luis Mariano Montemayor Nuncio Apostólico en Colombia, del cardenal Rubén Salazar, de un grupo de 20 obispos, 90 sacerdotes y demás fieles de la diócesis.